# CG Droide
El OG-9 homing spider droid o a veces llamado andador araña fue un droide andador fabricado para combate antivehicular por el Clan de Comercio antes y durante las Guerras Clónicas.

## Características
Como la Artillería Pesada Autopropulsada de la República, era efectivo contra objetivos terrestres y aéreos y fue diseñado para transportar una gran y devastadora arma sobre el campo de batalla. El cuerpo redondo y cubierto con armadura contenía un reactor volátil. Si se llegaba al centro, el reactor explotaba violentamente.
La araña podía cubrir grandes áreas del campo de batalla con sus 4 patas todo-terreno. A causa de su gran altura y extendida hidráulica, el andador podía posicionar su láser dirigido sobre objetivos enemigos o moverse a terreno más alto para disparar a objetivos aéreos. De todas formas, las patas eran vulnerables al daño y si una pata hidráulica era desactivada o destruida, el vehículo entero caería a tierra. A pesar de su debilidad, la araña podía caminar a lo largo del fondo de un océano, completamente sumergido en agua o trepar una colina.
El arma principal del andador araña era un emplazamiento láser montado sobre el cuerpo redondo del droide. Este plato redondo disparaba un láser de precisión dirigido que podía ser mantenido hasta que el poder interno de provisión del droide se acabara. Este poder de fuego constante le permitía debilitar escudos, destruir vehículos con armadura y diezmar formaciones de tropas.
Un cañón antipersonal debajo del cuerpo del andador podía usarse para combate cercano, mientras que un cañón de iones retráctil podía ser agregado para deshabilitar naves u otros poderosos vehículos. Había también otras armas montables que permitían otros armamentos arreglar al droide. Un sensor de movimiento montado en la araña le permitía apuntar y seguir rastro de objetivos móviles.
Las arañas droides eran distinguidas por un único número código y no tenían personalidades desarrolladas en sus módulos de memoria a largo plazo. En vez de ello poseían un procesador interno lógico y protocolos militares para misiones largas, pero los droides eran usualmente programados para recibir órdenes directamente desde una computadora de control central.
- Datos: Q5551095